# Importante É Ser Feliz
Importante é ser Feliz é o sexto álbum de estúdio de Mara Maravilha. Nesse disco, Mara explorou a axé-music, gênero em ascensão na época, com faixas assinadas pelo Olodum e Robertinho de Recife. O álbum gerou três canções com grande rotatividade nas rádios: "Jesus Cristo", "Ficar por Ficar" e "A Gente Sempre Vai Se Amar".

## Antecedentes
Antes do lançamento de seu sexto LP, Mara dava seus primeiros passos em sua carreira internacional renovando seu contrato com a EMI-Odeon para 4 álbuns em português e um em espanhol. Em setembro de 1992, é reportado que o próximo álbum de Mara teria lançamento simultâneo em vários países da América Latina.

## Produção
A produção do álbum teve novamente assinatura de Arnaldo Saccomani. Em entrevista para O Fluminense, Mara descreve o álbum como o mais "equilibrado" de sua carreira composto por seu lado criança e mulher. Tribuna da Imprensa descreveu o disco como "híbrido" contando com apoio de compositores adultos como Lucia Turnbull, Robertinho de Recife e Eduardo Dusek, e o axé da música baiana.

## Lançamento e divulgação
Mara escolheu a canção "Jesus Cristo" como carro-chefe do álbum gravando um videoclipe para a faixa ao lado do Olodum em Salvador. Lançada em fevereiro de 1993, "Jesus Cristo" é uma regravação da canção de Roberto e Erasmo Carlos. Com videoclipe assinado pelo diretor Flavio Colker, a cantora causou controvérsia ao adicionar elementos de axé à música com mensagem cristã e foi elogiada pela crítica pelas escolhas artísticas que envolveram o lançamento. O videoclipe rompeu barreiras e chegou a ser exibido na MTV americana. Em 21 de março de 1993, Mara reúne mais de 30 mil pessoas em show gratuito na Quinta da Boa Vista para celebrar o lançamento do álbum. 
Com o sucesso do álbum, Mara rodou o país com a turnê "Swing Maravilha" acompanhada da banda de mesmo nome.

## Recepção comercial
"Importante é Ser Feliz" estreou na 5ª posição nas listas de CDs e discos mais vendidas da semana de 08 de julho de 1993 permanecendo por várias semanas entre os dez discos mais vendidos na listagem semanal publicada pelo Jornal do Brasil. Em agosto de 1993, Mara recebe o certificado de ouro no programa de estreia do novo cenário do Show Maravilha por alcançar 100 mil unidades vendidas. Ainda em 1993, a revista argentina Antena reportou que o álbum havia vendido mais de 180 mil cópias. Em fevereiro de 1994, o álbum recebe disco de ouro por suas vendas na Argentina.

## Lista de faixas
Créditos adaptados do encarte do CD do Álbum.
| N.º | Título                                        | Compositor(es)                           | Duração |  |
| 1.  | "Jesus Cristo (Part. Olodum)"                 | Roberto Carlos Erasmo Carlos             | 3:26    |  |
| 2.  | "Quando Eu Puder (Got To Be There)"           | E. Willenski Versão Serginho Sá          | 3:38    |  |
| 3.  | "Importante É Ser Feliz"                      | M. Motta Arnaldo Saccomani Robson Jorge  | 3:30    |  |
| 4.  | "Maravilhê"                                   | Cid Guerreiro                            | 3:30    |  |
| 5.  | "Calendário da Mara"                          | Mu Paulinho Tapajós                      | 3:36    |  |
| 6.  | "Ficar Por Ficar"                             | Mara M. Felix C. R. Piazzoli F. Ferreira | 3:44    |  |
| 7.  | "Sem Compromisso (Part. Dominó)"              | Mauro Motta Arnaldo Saccomani            | 4:00    |  |
| 8.  | "A Gente Sempre Vai Se Amar"                  | Augusto Cesar Paulo Sergio Valle         | 4:32    |  |
| 9.  | "Simples Mensagem"                            | Robertinho de Recife                     | 3:02    |  |
| 10. | "Swing Maravilha (Part. Olodum)"              | Germano Meneghel Reni Veneno             | 3:40    |  |
| 11. | "Alta Ansiedade"                              | Lucia Turnbull                           | 3:18    |  |
| 12. | "Não Pode Parar"                              | Eduardo Dusek                            | 3:20    |  |
| 13. | "Foi O Ouro"                                  | Sylvia Patricia                          | 3:38    |  |
| 14. | "Direito da Criança (Part. Elenco Maravilha)" | Marcos Pajé Marileide Paulo Góes         | 3:58    |  |

## Tabelas
| Tabela semanal (1993) | Melhor Posição |
| --------------------- | -------------- |
| Brasil (Nopem)        | 5              |

## Certificações
| País      | Certificação | Data |
| --------- | ------------ | ---- |
| Brasil    | Ouro         | 1993 |
| Argentina | Ouro         | 1994 |